# Babessi
Babessi ist eine Gemeinde in Kamerun in der Region Nord-Ouest im Département Ngo-Ketunjia. 

## Geografie
Babessi liegt im Kameruner Grasland, etwa 10 Kilometer nördlich des Bamendjing-Sees.

## Verkehr
Babessi liegt an der Fernstraße N11.